# Herrarnas lättvikts-dubbelsculler i rodd vid olympiska sommarspelen 2004
Herrarnas lättvikts-dubbelsculler i rodd vid olympiska sommarspelen 2004 avgjordes mellan den 15 och 22 augusti 2004.

## Medaljörer
| Gren                    | Guld                                   | Silver                                  | Brons                                             |
| Lättvikts-dubbelsculler | Tomasz Kucharski och Robert Sycz (POL) | Frederic Dufour och Pascal Touron (FRA) | Vasileios Polymeros och Nikolaos Skiathitis (GRE) |

## Resultat

### Heat - 15 augusti

#### Heat 1
1. Grekland: Vasileios Polymeros och Nikolaos Skiathitis 6:15,22 → Semifinal A/B
2. Italien: Elia Luini och Leonardo Pettinari 6:19,82 → Återkval
3. Slovakien: Lubos Podstupka och Lukas Babac 6:22,00 → Återkval
4. Kina: Zhu Zhifu och Yang Jian 6:22,64 → Återkval
5. Kuba: Armando Arrechavaleta Carrera och Yosvel Iglesias Montano 6:25,14 → Återkval
6. Brasilien: Thiago Gomes och José Sobral Júnior 6:33,92 → Återkval

#### Heat 2
1. Frankrike: Frederic Dufour och Pascal Touron 6:14,55 → Semifinal A/B
2. Ungern: Zsolt Hirling och Tamás Varga 6:20,98 → Återkval
3. Spanien: Ruben Alvarez Hoyos och Juan Zunzunegui Guimerans 6:23,23 → Återkval
4. Japan: Kazushige Ura och Daisaku Takeda 6:24,08 → Återkval
5. Hongkong: Ting Wai Lo och Sau Wah So 6:43,49 → Återkval

#### Heat 3
1. Danmark: Mads Rasmussen och Rasmus Quist 6:17,68 → Semifinal A/B
2. Polen: Tomasz Kucharski och Robert Sycz 6:21,45 → Återkval
3. Tyskland: Manuel Brehmer och Ingo Euler 6:25,22 → Återkval
4. Australien: George Jelbart och Cameron Wurf 6:28,94 → Återkval
5. Uzbekistan: Sergej Bogdanov och Ruslan Naurzalijev 6:52,34 → Återkval

#### Heat 4
1. Irland: Sam Lynch och Gearoid Towey 6:16,63 → Semifinal A/B
2. USA: Steve Tucker och Greg Ruckman 6:20,00 → Återkval
3. Tjeckien: Vaclav Malecek och Michal Vabrousek 6:21,82 → Återkval
4. Belgien: Justin Gevaert och Wouter van der Fraenen 6:26,25 → Återkval
5. Uruguay: Rodolfo Collazo och Joe Reboledo Pineyrua, 6:29,20 → Återkval

### Återkval - 17 augusti

#### Återkval 1
1. Japan: Kazushige Ura och Daisaku Takeda 6:17,26 → Semifinal A/B
2. USA: Steve Tucker och Greg Ruckman 6:19,35 → Semifinal A/B
3. Tyskland: Manuel Brehmer och Ingo Euler 6:21,57 → Semifinal C/D
4. Kuba: Armando Arrechavaleta Carrera och Yosvel Iglesias Montano 6:27,89 → Semifinal C/D

#### Återkval 2
1. Polen: Tomasz Kucharski och Robert Sycz 6:20,90 → Semifinal A/B
2. Spanien: Ruben Alvarez Hoyos och Juan Zunzunegui Guimerans 6:26,66 → Semifinal A/B
3. Uruguay: Rodolfo Collazo och Joe Reboledo Pineyrua 6:30,23 → Semifinal C/D
4. Kina: Zhu Zhifu och Yang Jian 6:31,87 → Semifinal C/D

#### Återkval 3
1. Ungern: Zsolt Hirling och Tamás Varga 6:22,63 → Semifinal A/B
2. Slovakien: Lubos Podstupka och Lukas Babac 6:25,75 → Semifinal A/B
3. Belgien: Justin Gevaert och Wouter van der Fraenen 6:31,18 → Semifinal C/D
4. Uzbekistan: Sergej Bogdanov och Ruslan Naurzalijev 6:45,69 → Semifinal C/D

#### Återkval 4
1. Tjeckien: Vaclav Malecek och Michal Vabrousek 6:19,04 → Semifinal A/B
2. Italien: Elia Luini och Leonardo Pettinari 6:21,22 → Semifinal A/B
3. Australien: George Jelbart och Cameron Wurf 6:26,10 → Semifinal C/D
4. Brasilien: Thiago Gomes och José Sobral Júnior 6:33,66 → Semifinal C/D
5. Hongkong: Ting Wai Lo och Sau Wah So 6:41,09 → Semifinal C/D

### Semifinaler - 19 augusti

#### Semifinal A
1. Polen: Tomasz Kucharski och Robert Sycz 6:14,91 → Final A
2. Grekland: Vasileios Polymeros och Nikolaos Skiathitis 6:17,12 → Final A
3. Danmark: Mads Rasmussen och Rasmus Quist 6:17,85 → Final A
4. USA: Steve Tucker och Greg Ruckman 6:21,46 → Final B
5. Tjeckien: Vaclav Malecek och Michal Vabrousek 6:23,17 → Final B
6. Slovakien: Lubos Podstupka och Lukas Babac 6:29,44 → Final B

#### Semifinal B
1. Frankrike: Frederic Dufour och Pascal Touron 6:16,33 → Final A
2. Ungern: Zsolt Hirling och Tamás Varga 6:18,23 → Final A
3. Japan: Kazushige Ura och Daisaku Takeda 6:18,51 → Final A
4. Irland: Sam Lynch och Gearoid Towey 6:19,09 → Final B
5. Italien: Elia Luini och Leonardo Pettinari 6:23,72 → Final B
6. Spanien: Ruben Alvarez Hoyos och Juan Zunzunegui Guimerans 6:30,15 → Final B

#### Semifinal C
1. Tyskland: Manuel Brehmer och Ingo Euler 6:23,22 → Final C
2. Belgien: Justin Gevaert och Wouter van der Fraenen 6:25,34 → Final C
3. Kina: Zhu Zhifu och Yang Jian 6:25,97 → Final C
4. Brasilien: Thiago Gomes och José Sobral Júnior 6:26,98

#### Semifinal D
1. Australien: George Jelbart och Cameron Wurf 6:27,68 → Final C
2. Kuba: Armando Arrechavaleta Carrera och Yosvel Iglesias Montano 6:28,09 → Final C
3. Uruguay: Rodolfo Collazo och Joe Reboledo Pineyrua 6:29,39 → Final C
4. Hongkong: Ting Wai Lo och Sau Wah So 6:37,03
5. Uzbekistan: Sergej Bogdanov och Ruslan Naurzalijev 6:45,47

### Finaler

#### Final A - 22 augusti
1. Polen: Tomasz Kucharski och Robert Sycz 6:20,93
2. Frankrike: Frederic Dufour och Pascal Touron 6:21,46
3. Grekland: Vasileios Polymeros och Nikolaos Skiathitis 6:23,23
4. Danmark: Mads Rasmussen och Rasmus Quist 6:23,92
5. Ungern: Zsolt Hirling och Tamás Varga 6:24,69
6. Japan: Kazushige Ura och Daisaku Takeda 6:24,98

#### Final B - 21 augusti
1. USA: Steve Tucker och Greg Ruckman 6:45,20
2. Spanien: Ruben Alvarez Hoyos och Juan Zunzunegui Guimerans 6:46,48
3. Tjeckien: Vaclav Malecek och Michal Vabrousek 6:46,77
4. Irland: Sam Lynch och Gearoid Towey 6:49,26
5. Slovakien: Lubos Podstupka och Lukas Babac 6:58,78
6. Italien: Elia Luini och Leonardo Pettinari 7:01,86

#### Final C - 21 augusti
1. Tyskland: Manuel Brehmer och Ingo Euler 6:45,62
2. Kuba: Armando Arrechavaleta Carrera och Yosvel Iglesias Montano 6:48,50
3. Belgien: Justin Gevaert och Wouter van der Fraenen 6:50,07
4. Australien: George Jelbart och Cameron Wurf 6:51,32
5. Kina: Zhu Zhifu och Yang Jian 6:58,88
6. Uruguay: Rodolfo Collazo och Joe Reboledo Pineyrua 7:03,72